# 马尔特·雅克希克
马尔特·雅克希克（德語：Malte Jakschik，1993年8月3日—），德国男子赛艇运动员。他曾代表德国参加2016年和2020年夏季奥林匹克运动会赛艇比赛，获得二枚银牌，均来自男子八人单桨有舵手项目。